# Treban
 Treban  là một xã ở tỉnh Allier thuộc miền trung nước Pháp.